# HMS Acasta (H09)
Pour les autres navires du même nom, voir HMS Acasta.
Le HMS Acasta (H09) est un destroyer de classe A lancé pour la Royal Navy en 1929. Durant la Seconde Guerre mondiale, il participe notamment à l'escorte de plusieurs convois de l'Atlantique nord. En juin 1940, alors qu'il escorte le porte-avions HMS Glorious en compagnie du HMS Ardent, il est coulé par les cuirassés allemands Scharnhorst et Gneisenau lors de l'opération Juno.

## Histoire
En octobre 1939, il escorte le convoi HX 3. En mars 1940, il escorte le convoi HX 30.